# La donna ideale
La donna ideale è una canzone, composta nel 1947 da Luciano Berio per pianoforte e voce femminile, e basata su un testo in genovese di un autore anonimo.
Il brano musicale fu portato all'attenzione internazionale dopo che Luciano Berio, lo aveva incluso nella raccolta dei Folk Songs del 1964, dove l'interprete fu la moglie Cathy Berberian. 

## La composizione ed il testo
(Luciano Berio )
“La donna ideale” era stata composta, per voce e pianoforte, da Berio nel 1947, mentre frequentava il suo secondo anno al Conservatorio di Milano, ed in seguito fece parte del suo Quattro canzoni popolari per voce femminile e pianoforte, insieme ai brani Dolce cominciamento, Avendo gran disio e Ballo.
Nel 1964 lo aveva riarrangiato per voce (mezzosoprano), flauto, clarinetto, arpa, percussioni, viola e violoncello.
De quatro cosse de’espiar

La primiera è com’èl è na

L’altra è de l’è ben accostuma

L’altra è como el è forma

La quarta è de quanto el è dota

Se queste cosse ghe comprendi

A lo nome de Dio la prendi»
(Testo originale in genovese)
deve ben guardare quattro cose.

La prima è se è di buona famiglia,

la seconda se ha buone maniere;

la terza è se è ben fatta,

la quarta di quanto è la sua dote.

Se capisci questo,

in nome di Dio, prendila!»
(trad. in italiano)
Il testo in genovese è composto di una sola ottava.
Il contenuto è costituito da una serie di consigli ironici (o sfacciatamente ovvi) per chi è intenzionato a prender moglie. 